# Cerrejonisuchus
Cerrejonisuchus is een geslacht van uitgestorven Crocodylomorpha. De enige bekende soort is de typesoort Cerrejonisuchus improcerus. Het geslacht is sinds 2010 beschreven aan de hand van een volledige schedel en onderkaak die gevonden zijn in de Cerrejón-formatie in de gelijknamige mijn in het noordoosten van Colombia. Deze zouden stammen uit het Paleoceen. De bek van het dieren had ongeveer 54-59 procent van de lengte van de schedel, waardoor deze bek de kortste is van alle dyrosauriden. In zijn geheel was deze krokodilachtige zo'n twee meter lang.

## Voorkomen
Cerrejonisuchus zou een belangrijke soort in de toenmalige Zuid-Amerikaanse regenwouden kunnen geweest zijn. Waarschijnlijk leefde het dier, samen met de andere krokodilachtige Acherontisuchus, onder andere van kikkers, hagedissen, kleine slangen en mogelijk kleine zoogdieren.
Omdat de resten van de Cerrejonisuchus improcerus in de buurt van restanten van de Titanoboa te vinden waren, zou het kunnen dat de reuzenslang Titanoboa op deze dieren joeg.